# Limnophila bivittata
Limnophila bivittata är en tvåvingeart som beskrevs av Edwards 1928. Limnophila bivittata ingår i släktet Limnophila och familjen småharkrankar. Inga underarter finns listade i Catalogue of Life.